# Fraunhofer-Publica
Fraunhofer-Publica ist eine bibliographische Datenbank der Fraunhofer-Gesellschaft. Sie verzeichnet die Veröffentlichungen der Fraunhofer-Gesellschaft, ihrer Institute sowie deren Mitarbeiter. Die in der Datenbank abgedeckten Fachgebiete entsprechen den Forschungsgebieten der Fraunhofer-Gesellschaft.
Die öffentlich geförderte Forschungseinrichtung dokumentiert die Fraunhofer-Gesellschaft mit der Fraunhofer-Publica gegenüber der Öffentlichkeit ihre Forschungstätigkeit.
Die Datenbank wird seit 1980 im Fraunhofer-Informationszentrum Raum und Bau in Stuttgart betrieben und in Zusammenarbeit mit den Fraunhofer-Instituten und deren Bibliotheken gepflegt. Neben gängigen Literaturformen wie Monographien, Forschungsberichten, Zeitschriftenaufsätzen und Konferenzbeiträgen werden auch Patente und so genannte graue Literatur, die nicht über den Buchhandel erhältlich ist, nachgewiesen.
2022 waren über 250.000 Titelangaben verzeichnet. Jährlich kommen ca. 10.000 Neuerscheinungen in Form von Aufsätzen, Konferenzbeiträgen und Tagungsbänden sowie Forschungsberichten, Studien, Hochschulschriften und Patenten bzw. Gebrauchsmustern hinzu.
Die bibliographischen Daten sind zur Weiterverwendung durch Suchmaschinen und Aufbereitung für andere Portale und Fachdatenbanken frei zugänglich. Die Metadaten aus Fraunhofer-Publica werden über eine standardisierte OAI-PMH-Schnittstelle anderen Datenanbietern (Portalen, Repositorien, Suchmaschinen) zur Verfügung gestellt.
Im Sinne der Open Access Policy der Fraunhofer-Gesellschaft werden auf dem angegliederten Open Access Repositorium Fraunhofer-ePrints seit 2005 Publikationen im Volltext frei verfügbar gemacht. Alternativ werden in der Fraunhofer-Publica Links zu anderweitig im Netz verfügbaren Volltexten angeboten.